# هيلاريو زاباتا
هيلاريو زاباتا (بالإسبانية: Hilario Zapata)‏ مواليد 19 أغسطس 1958 في مدينة بنما، هو ملاكم بنمي يصنف ضمن فئة وزن الذبابة. حقق بطولة المجلس العالمي للملاكمة.

## إحصائيات
خاض خلال مسيرته 54 نزالا، فاز في 43 وتعادل في 1 وخسر في 10. فاز بالضربة القاضية في 14 نزالا.

## روابط خارجية
- هيلاريو زاباتا على موقع بوكس ريك (الإنجليزية) (registration required)